# Parijs-Roubaix 2018
De 116e editie van de wielerwedstrijd Parijs-Roubaix werd gereden op 8 april 2018. De koers maakte deel uit van de UCI World Tour 2018.

## Parcours
Het parcours is met 257 km even lang als vorig jaar. Er zijn in 2018 29 kasseistroken opgenomen in het parcours met een totale afstand van 54,5 km. 
Dit is bijna een kopie van vorig jaar. Na de eerste strook van Troisvilles naar Inchy, zijn er enkele wijzigingen. Vanaf strook 23 zijn er geen wijzigingen.
| Sector | Kilometer | Naam                                                    | Lengte (km) | Zwaarte |
| ------ | --------- | ------------------------------------------------------- | ----------- | ------- |
| 29     | 93,5      | Troisvilles naar Inchy                                  | 2,2         | 3       |
| 28     | 100,0     | Viesly naar Briastre                                    | 3,0         | 3       |
| 27     | 109,0     | Saint-Python                                            | 1,5         | 2       |
| 26     | 111,5     | Saint-Python naar Qiuévy                                | 3,7         | 4       |
| 25     | 119,0     | Saint-Hilaire-lez-Cambrai naar Saint-Vaast-en-Cambrésis | 1,5         | 3       |
| 24     | 130,0     | Saulzoir naar Verchain-Maugré                           | 1,2         | 2       |
| 23     | 134,5     | Verchain-Maugré naar Quérénaing                         | 1,6         | 3       |
| 22     | 137,5     | Quérénaing naar Maing                                   | 2,5         | 3       |
| 21     | 140,5     | Maing naar Monchaux-sur-Écaillon                        | 1,6         | 3       |
| 20     | 153,5     | Haveluy naar Wallers                                    | 2,5         | 4       |
| 19     | 161,5     | Trouée d'Arenberg                                       | 2,4         | 5       |
| 18     | 168       | Wallers naar Hélesmes                                   | 1,6         | 3       |
| 17     | 174,5     | Hornaing naar Wandignies                                | 3,7         | 4       |
| 16     | 182       | Warlaing naar Brillon                                   | 2,4         | 3       |
| 15     | 185,5     | Tilloy naar Sars-et-Rosières                            | 2,4         | 4       |
| 14     | 192       | Beuvry-la-Forêt naar Orchies                            | 1,4         | 3       |
| 13     | 197       | Orchies                                                 | 1,7         | 3       |
| 12     | 203       | Auchy-lez-Orchies naar Bersée                           | 2,7         | 4       |
| 11     | 208,5     | Mons-en-Pévèle                                          | 3,0         | 5       |
| 10     | 214,5     | Mérignies naar Avelin                                   | 0,7         | 2       |
| 9      | 218       | Pont-Thibaut naar Ennevelin                             | 1,4         | 3       |
| 8      | 224       | Templeuve naar L'Epinette                               | 0,2         | 1       |
| 8bis   | 224       | Templeuve (Moulin-de-Vertain)                           | 0,5         | 2       |
| 7      | 230,5     | Cysoing naar Bourghelles                                | 1,3         | 3       |
| 6      | 233       | Bourghelles naar Wannehain                              | 1,1         | 3       |
| 5      | 237,5     | Camphin-en-Pévèle                                       | 1,8         | 4       |
| 4      | 240       | Carrefour de l'Arbre                                    | 2,1         | 5       |
| 3      | 242,5     | Gruson                                                  | 1,1         | 2       |
| 2      | 249       | Willems naar Hem                                        | 1,4         | 2       |
| 1      | 256       | Roubaix (Espace Charles Crupelandt)                     | 0,3         | 1       |

## Deelnemende ploegen
| 18 UCI World Tour-ploegen | 18 UCI World Tour-ploegen | 18 UCI World Tour-ploegen | 7 wildcards                  |
| ------------------------- | ------------------------- | ------------------------- | ---------------------------- |
| AG2R La Mondiale          | EF Education First-Drapac | Mitchelton-Scott          | Cofidis                      |
| Astana                    | Groupama-FDJ              | Quick-Step Floors         | Delko Marseille Provence KTM |
| Bahrein-Merida            | Team Katjoesja Alpecin    | Team Sky                  | Direct Énergie               |
| BMC Racing Team           | LottoNL-Jumbo             | Sunweb                    | Fortuneo-Samsic              |
| BORA-hansgrohe            | Lotto Soudal              | Trek-Segafredo            | Veranda's Willems-Crelan     |
| Dimension Data            | Movistar                  | UAE Team Emirates         | Vital Concept                |
|                           |                           |                           | WB-Aqua Protect-Veranclassic |
|                           |                           |                           |                              |

## Koersverloop
Zes renners maakten deel uit van een vroege ontsnapping: Jelle Wallays, Ludovic Robeet, Jimmy Duquennoy, Sven Erik Bystrøm, Marc Soler en Silvan Dillier. Later sloten Gatis Smukulis, Geoffrey Soupe en Jay Robert Thomson bij hen aan.
Het parcours lag er nat en modderig bij en dat resulteerde al gauw in een aantal valpartijen waarbij Nélson Oliveira, Oliver Naesen en titelhouder Greg Van Avermaet de voornaamste slachtoffers waren. Ook onder meer Arnaud Démare, Gianni Moscon, Zdeněk Štybar, John Degenkolb, Alexander Kristoff, Sebastian Langeveld en Matteo Trentin die de strijd moest staken.
De koers komt tot leven in het Bos van Wallers-Arenberg. Mike Teunissen en Philippe Gilbert nemen het initiatief en halen enkele vluchters bij, maar worden teruggerepen door het peloton. Zdeněk Štybar gaat er alleen van door op 70 kilometer van de aankomst, maar geraakt ook niet definitief weg.
Greg Van Avermaet wil er ook vandoor maar krijgt Niki Terpstra op zijn wiel. Peter Sagan grijpt zijn kans op 55 kilometer van de finish. Al snel haalt hij drie overblijvende vluchters Bystrom, Dillier en Wallays bij. Niki Terpstra, Wout van Aert, Jasper Stuyven en Sep Vanmarcke maken zich los uit het peloton en worden nog bijgebeend door Jens Debusschere en Greg Van Avermaet.
Vooraan kan enkel Silvan Dillier Peter Sagan nog volgen, maar moet het in de sprint afleggen tegen de wereldkampioen. Niki Terpstra wordt nog derde, gevolgd door de drie Belgen Van Avermaet, Stuyven en Vanmarcke die een minuutje overhouden op een achttal achtervolgers, waaronder Teunissen en nog vier Belgen.

## Overlijden van Michael Goolaerts
De koers kende een dramatische wending toen de 23-jarige Belgische wielrenner Michael Goolaerts van de ploeg Veranda's Willems-Crelan ten val kwam, naar later bleek ten gevolge van een hartstilstand. Ondanks snelle reanimatiepogingen en overbrenging per helikopter naar een ziekenhuis in Rijsel overleed Goolaerts in de loop van de avond. Nooit eerder waren er bij hem gezondheidsproblemen vastgesteld.

## Uitslag
| Plaats  | Naam                  | Ploeg                    |          |
| ------- | --------------------- | ------------------------ | -------- |
| Winnaar | Peter Sagan           | BORA-hansgrohe           | 5u54'06" |
| 2       | Silvan Dillier        | AG2R La Mondiale         | z.t.     |
| 3       | Niki Terpstra         | Quick-Step Floors        | + 57 "   |
| 4       | Greg Van Avermaet     | BMC Racing Team          | + 1'34"  |
| 5       | Jasper Stuyven        | Trek-Segafredo           | z.t.     |
| 6       | Sep Vanmarcke         | Education First-Drapac   | z.t.     |
| 7       | Nils Politt           | Team Katjoesja Alpecin   | + 2'31"  |
| 8       | Taylor Phinney        | Education First-Drapac   | z.t.     |
| 9       | Zdeněk Štybar         | Quick-Step Floors        | z.t.     |
| 10      | Jens Debusschere      | Lotto Soudal             | z.t.     |
| 11      | Mike Teunissen        | Team Sunweb              | z.t.     |
| 12      | Oliver Naesen         | AG2R La Mondiale         | z.t.     |
| 13      | Wout van Aert         | Veranda's Willems-Crelan | z.t.     |
| 14      | Jelle Wallays         | Lotto Soudal             | + 2'37"  |
| 15      | Philippe Gilbert      | Quick-Step Floors        | + 3'07"  |
| 16      | Amund Grøndahl Jansen | Team LottoNL-Jumbo       | z.t.     |
| 17      | John Degenkolb        | Trek-Segafredo           | z.t.     |
| 18      | Marco Marcato         | UAE Team Emirates        | z.t.     |
| 19      | Dylan van Baarle      | Team Sky                 | z.t.     |
| 20      | Heinrich Haussler     | Bahrain-Merida           | z.t.     |